# Sandy River Railroad

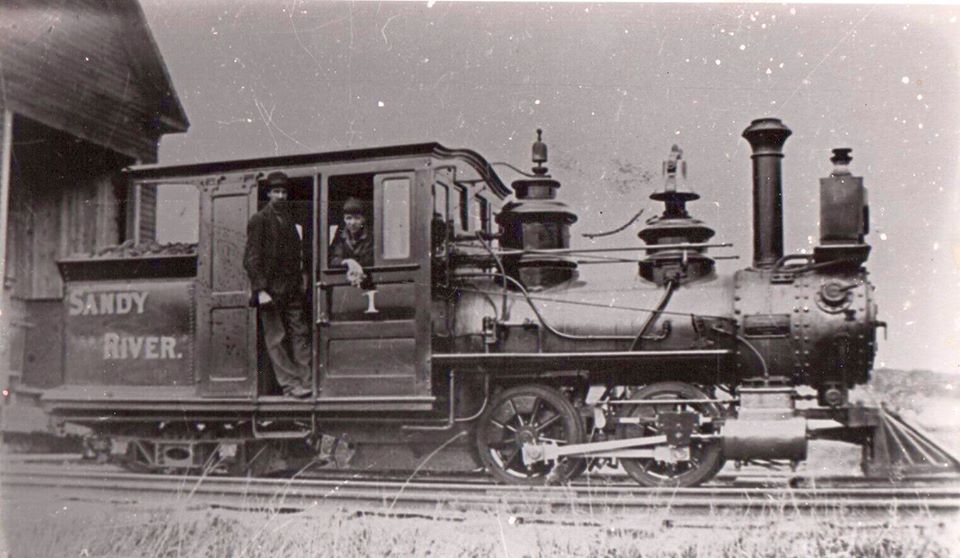
Forney-Dampflokomotive Nr. 1 der Sandy River Railroad in Phillips (Maine)

Die Sandy River Railroad ist eine ehemalige Eisenbahngesellschaft in Maine (Vereinigte Staaten).
Sie wurde am 8. April 1879 gegründet und baute eine Eisenbahnstrecke in 610 Millimetern Spurweite von Farmington nach Phillips. Die Eröffnung der 29 Kilometer langen Strecke konnte bereits am 20. November 1879 gefeiert werden. In Farmington bestand bereits seit 1859 eine normalspurige Eisenbahnverbindung in Richtung Portland, betrieben durch die Maine Central Railroad (MEC). In Strong zweigte die Strecke der Franklin and Megantic Railway ab. Die Verlängerung der Strecke über Phillips hinaus wurde durch die Phillips and Rangeley Railroad gebaut und betrieben.
Am 30. Januar 1908 schloss sich die Sandy River Railroad mit der Franklin and Megantic Railway sowie der Kingfield and Dead River Railroad zusammen. Die neue Gesellschaft firmierte unter dem Namen Sandy River and Rangeley Lakes Railroad. Die Strecke der ehemaligen Sandy River Railroad wurde bis 1935 stillgelegt und abgebaut. Ab 1970 gibt es Bestrebungen durch die Phillips Historical Society, einen Teil der Strecke als Museumsbahn wiederaufzubauen. Ein kurzes Stück bei Phillips kann heute wieder befahren werden.